# Герб Богуславського району
Герб Богуславського району — офіційний символ Богуславського району, затверджений 11 липня 2003 р. рішенням № 75-07-XXIV сесії районної ради.

## Опис
На лазуровому щиті виникають три зелені гори, облямовані золотом, середня з яких попереду, супроводжувана зверху срібною фігурою Архангела Михайла, із золотим німбом і мечем, що стоїть на срібній хмарі. База тринадцятиразово нерівномірно скошена праворуч лазуровим і золотим. Три середніх лазурових поля обтяжені золотими перекинутими стрілами в перев'яз справа. Щит обрамлений вінком із золотого колосся і зеленого дубового листя, перевитого вишитим рушником з написом «Богуславський район».